# Contea di Merced
La contea di Merced, in inglese Merced County, è una contea dello Stato della California, negli Stati Uniti. La popolazione al censimento del 2000 era di 210 554 abitanti. Il capoluogo di contea è Merced.

## Geografia fisica
La contea si trova nel centro dello Stato. Occupa la parte settentrionale della valle di San Joaquin, una sezione della Central Valley, a nord di Fresno e a sud est di San Jose. L'U.S. Census Bureau certifica che l'estensione della contea è di 5107 km², di cui 4995 km² composti da terra e i rimanenti 112 km² composti di acqua. Il lago principale è San Luis Reservoir che si trova nella parte occidentale della contea. I fiumi principali sono il San Joaquin, che scorre al centro, e il Merced, che scorre nel nord-est. Nella contea si trova la Castle Air Force Base. La contea è sede dell'Università della California - Merced.

### Contee confinanti
- Contea di Stanislaus - nord
- Contea di Mariposa - est
- Contea di Madera - sud-est
- Contea di Fresno - sud
- Contea di San Benito - sud-ovest
- Contea di Santa Clara - ovest

## Storia
La contea fu costituita nel 1855 da parte del territorio della contea di Mariposa. Deve il suo nome al fiume Merced, il cui nome originale è Río de Nuestra Señora de la Merced.

## Comuni[5]

### Cities
- Atwater
- Dos Palos
- Gustine
- Livingston
- Los Banos
- Merced (capoluogo)

### Census-designated places
- Ballico
- Bear Creek
- Cressey
- Delhi
- Dos Palos Y
- El Nido
- Franklin
- Hilmar-Irwin
- Le Grand
- McSwain
- Planada
- Santa Nella
- Snelling
- South Dos Palos
- Stevinson
- Tuttle
- University of California Merced
- Volta
- Winton

## Infrastrutture e trasporti

### Principali strade ed autostrade
- Interstate 5
- California State Route 33
- California State Route 59
- California State Route 99
- California State Route 140
- California State Route 152
- California State Route 165